# Alois Bierl
Alois Bierl (født 8. september 1943 i Waldmünchen) er en tysk tidligere roer og olympisk guldvinder.
Bierl kom med i den vesttyske firer med styrmand, der sidst i 1960'erne og først i 1970'erne blev kendt som "Bullenvierer", og de blev europamestre i 1969 og 1971 samt verdensmestre i 1970 for Vesttyskland. Bådens øvrige besætning bestod af Gerhard Auer, Hans-Johann Färber og Peter Berger, mens Stefan Voncken var styrmand først, men blev afløst af Uwe Benter fra 1971.
Vesttyskerne var derfor blandt favoritterne ved OL 1972 i München. "Bullenvierer" vandt da også deres indledende heat og semifinale og havde ikke behøvet at ro sig fuldt ud, så i finalen sikrede de sig guldet i olympisk rekordtid foran båden fra DDR, der fik sølv, mens Tjekkoslovakiets båd tog bronzemedaljerne.
Bierl blev i 1973 nummer tre ved EM i toer uden styrmand.
Han var i sit arbejdsliv ingeniør ved kemivirksomheden BASF.

## OL-medaljer
- 1972:  Guld i firer med styrmand